# Pustynia żwirowa
Pustynia żwirowa lub żwirowata – rodzaj pustyni z powierzchnią pokrytą gładkimi, drobnymi odłamkami skalnymi o zaokrąglonych krawędziach. Powstaje w efekcie procesów eolicznych, głównie deflacji. 
Na Saharze dla pustyni żwirowatej stosuje się arabskie nazwy serir lub reg. Natomiast gibber to nazwa ciemnych pustyń żwirowych występujących w Australii – Pustyni Simpsona oraz Pustyni Gibsona. Żwiry gibberu pochodzą z niszczenia skał krzemionkowych.

## Zobacz też

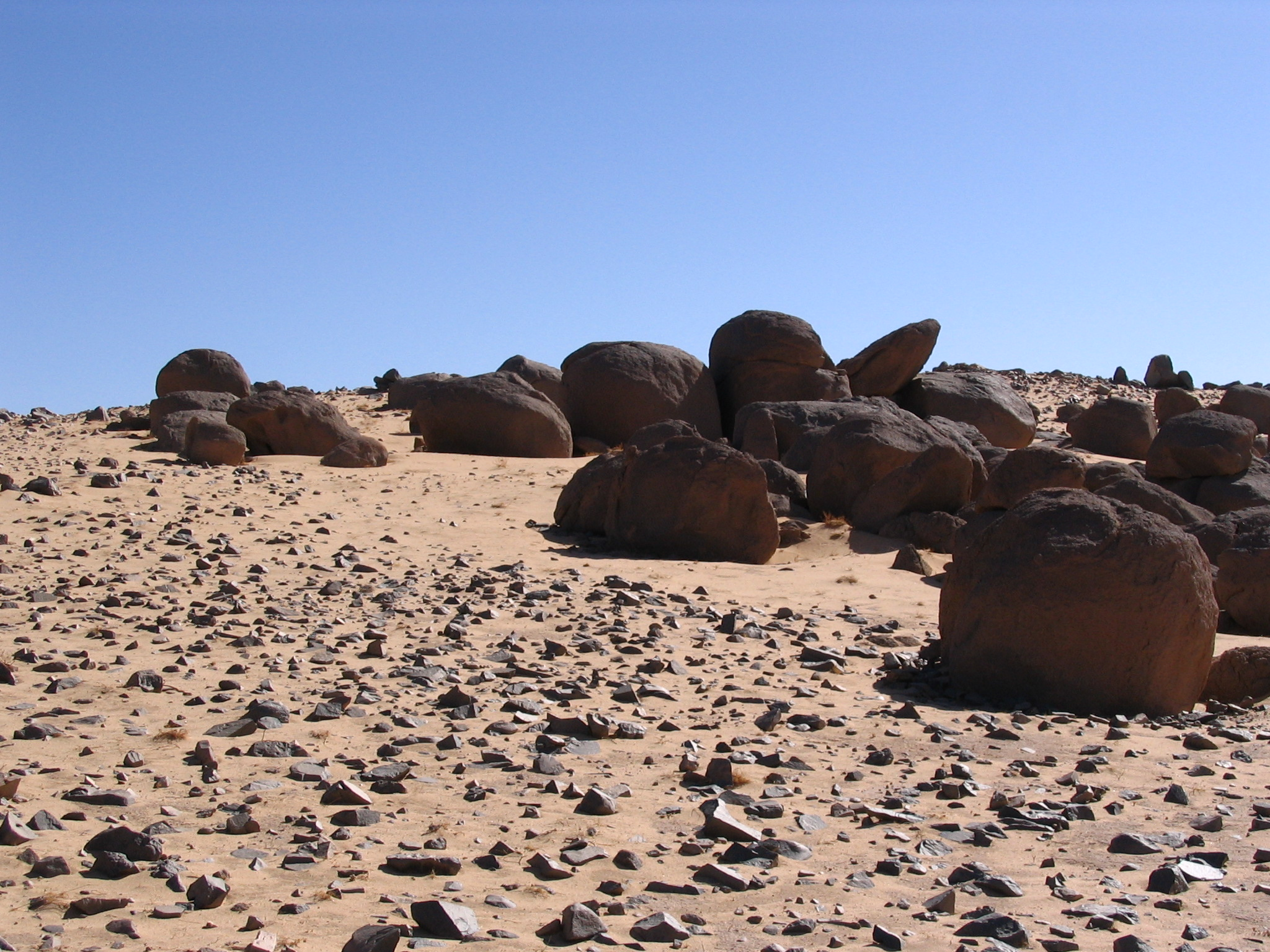
Pustynia żwirowa w górach Ahaggar, centralna Sahara
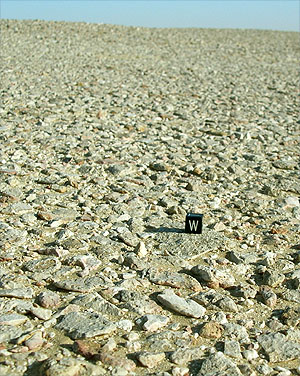
Pustynia Ar-Rab al-Chali. Dla porównania kostka o krawędzi 1cm.
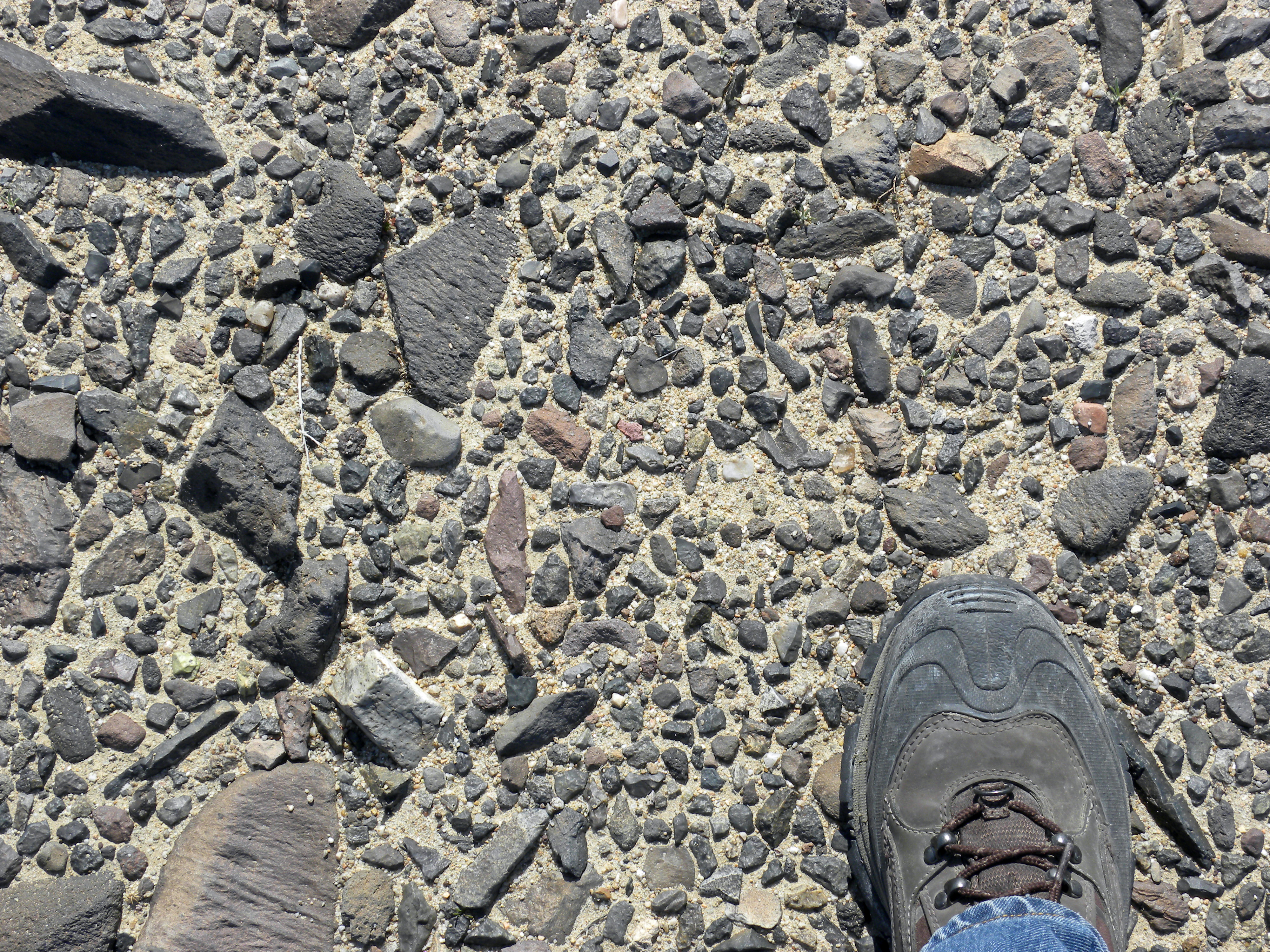
Pustynia Mojave